# Bruno Pedron

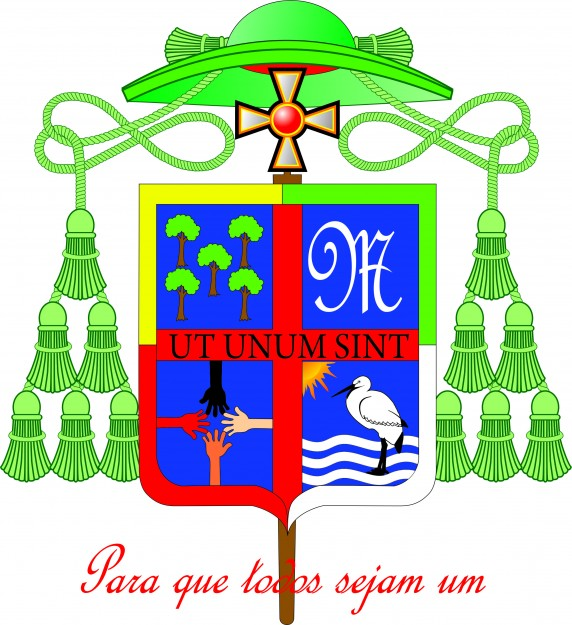
Bischofswappen von Bruno Pedron

Bruno Pedron SDB (* 6. März 1944 in Torreglia, Provinz Padua; † 17. Juni 2022 in Campo Grande, Mato Grosso do Sul, Brasilien) war ein italienischer Ordensgeistlicher und römisch-katholischer Bischof von Ji-Paraná (Brasilien).

## Leben
Nachdem er in der Ordensgemeinschaft der Salesianer Don Boscos am 16. August 1963 die erste Profess abgelegt und seine philosophisch-theologischen Studien absolviert hatte, empfing er am 6. April 1974 die Priesterweihe. In der Ordensgemeinschaft arbeitete er als Studienleiter, Ökonom, Pfarrer, Direktor einer Indianermission, Direktor einer Fakultät für Recht, Wirtschaft, Verwaltung in Campo Grande, Direktor des salesianischen Aspirantats in Campo Grande, Direktor der Fakultät und des salesianischen Komplexes von Lins.
Papst Johannes Paul II. ernannte ihn am 24. März 1999 zum Koadjutorbischof von Jardim. Der Erzbischof von Campo Grande, Vitório Pavanello SDB, spendete ihm am 21. Mai desselben Jahres die Bischofsweihe. Mitkonsekratoren waren der Bischof von Rondonópolis, Juventino Kestering, und der Bischof von Jardim, Onofre Cândido Rosa SDB. Sein Wappenspruch lautet Ut Unum Sint.
Mit dem Rücktritt Onofre Cândido Rosas am 4. August 1999 folgte er diesem als Bischof von Jardim nach.
Am 11. April 2007 wurde er durch Papst Benedikt XVI. zum Bischof von Ji-Paraná ernannt und am 24. Juni desselben Jahres in sein Amt eingeführt.
Papst Franziskus nahm am 5. Juni 2019 seinen altersbedingten Rücktritt an. Bruno Pedron starb am 17. Juni 2022 im Hospital da Unimed in Campo Grande.